# Batavia (Illinois)
Batavia (/bəˈteɪviə/) è un comune (city) degli Stati Uniti d'America situato tra le contee di DuPage e Kane nello Stato dell'Illinois. La popolazione era di 26 045 abitanti al censimento del 2010. Sobborgo di Chicago, venne fondata nel 1833 ed è la città più antica della contea di Kane. Durante la seconda metà del XIX secolo, Batavia, sede di sei aziende produttrici di mulini a vento in stile americano, divenne nota come "The Windmill City". Il Fermilab, un laboratorio di ricerca dedicato allo studio della fisica delle particelle elementari, si trova in città. Batavia fa parte di una regione vernacolare nota come Tri-Cities, insieme a St. Charles e Geneva, tutti sobborghi occidentali di piccole dimensioni e di relative condizioni socioeconomiche.

## Geografia fisica
Batavia è situata a 41°50′56″N 88°18′30″W (41.8488583, −88.3084400).
Secondo lo United States Census Bureau, ha un'area totale di 9,66 mi² (25,02 km²).

## Storia
Batavia fu colonizzata nel 1833 da Christopher Payne e la sua famiglia. Originariamente chiamata Big Woods per la crescita selvaggia durante tutto l'insediamento, il nome della città fu cambiato dal giudice locale ed ex membro del Congresso, Isaac Wilson, nel 1840, in onore della sua città natale, Batavia (New York). Poiché il giudice Wilson possedeva la maggioranza della "town", gli fu concesso il permesso di cambiare lo status della città in "city".
L'insediamento di Batavia fu ritardato di un anno a causa della guerra di Falco Nero, in cui Abraham Lincoln era un soldato cittadino e Zachary Taylor e Jefferson Davis erano ufficiali dell'esercito. Sebbene non vi siano prove dirette che Lincoln, Taylor o Davis visitarono il futuro sito di Batavia, ci sono scritti di Lincoln che si riferiscono a "Head of the Big Woods", il nome originale di Batavia dato dal suo primo colono, Christopher Payne. La città fu incorporata il 27 luglio 1872.
Dopo la morte del marito, Mary Todd Lincoln fu rinchiusa nel Batavia Institute il 20 maggio 1875. La signora Lincoln venne liberata quattro mesi dopo, l'11 settembre 1875. Alla fine del XIX secolo, Batavia era un importante produttore dei carri Conestoga utilizzati nell'espansione del paese verso ovest. All'inizio del XX secolo, la maggior parte delle pompe idrauliche adoperate in tutte le aziende dell'America venivano create in una delle tre società produttrici di mulini a vento di Batavia. Molti degli edifici originali di calcare che facevano parte di queste fabbriche sono ancora oggi in uso come uffici governativi e commerciali e negozi. La Aurora Elgin and Chicago Railway costruì una centrale elettrica a sud di Batavia e un ramo ferroviario nella città nel 1902. La Campana Factory, costruita nel 1936 per la produzione di cosmetici per la The Campana Company, in particolare "Italian Balm", era la principale venditrice di lozioni di tutta la nazione.

## Società

### Evoluzione demografica
Secondo il censimento del 2010, la popolazione era di 26 045 abitanti.

### Etnie e minoranze straniere
Secondo il censimento del 2010, la composizione etnica della città era formata dal 91,89% di bianchi, il 2,44% di afroamericani, lo 0,23% di nativi americani, l'1,82% di asiatici, lo 0,02% di oceanici, il 2,03% di altre razze, e l'1,57% di due o più etnie. Ispanici o latinos di qualunque razza erano il 6,82% della popolazione.